# Dzwola (gmina)
Dzwola (do 1954 gmina Kocudza) – gmina wiejska w województwie lubelskim, w powiecie janowskim. W latach 1975–1998 gmina administracyjnie należała do województwa tarnobrzeskiego.
Siedziba gminy to Dzwola.
Według danych z 31 grudnia 2020 gminę zamieszkiwało 6161 osób.

## Historia
Gmina (gromada) dzwolska powstała w 1377 r. Gmina zbiorowa została utworzona w 1973 r., ale pozostaje ona spadkobierczynią gminy kocudzkiej, która powstała w 1810 r. i ponownie w 1864 r. W latach 1955–1962 istniała gromada Dzwola. W 1977 r., na przeciąg pięciu lat, włączono do Dzwoli gminę Chrzanów.

## Położenie
Gmina położona jest przy trasie Janów Lubelski- Frampol (droga nr 74), u podnóża wzniesień Urzędowskich i skraju Roztocza. Od zachodu i północy otoczona jest gminami powiatu janowskiego, a od wschodu i południa gminami powiatu biłgorajskiego.
Fragment gminy wchodzi w granice Roztoczańskiego Obszaru Chronionego Krajobrazu. Znajduje się tu rezerwat leśno – torfowiskowy „Kacze Błota” o powierzchni 168 ha.

## Struktura powierzchni
Według danych z roku 2002 gmina Dzwola ma obszar 203,1 km², w tym:
- użytki rolne: 41%
- użytki leśne: 53%

Gmina stanowi 23,2% powierzchni powiatu.

## Demografia

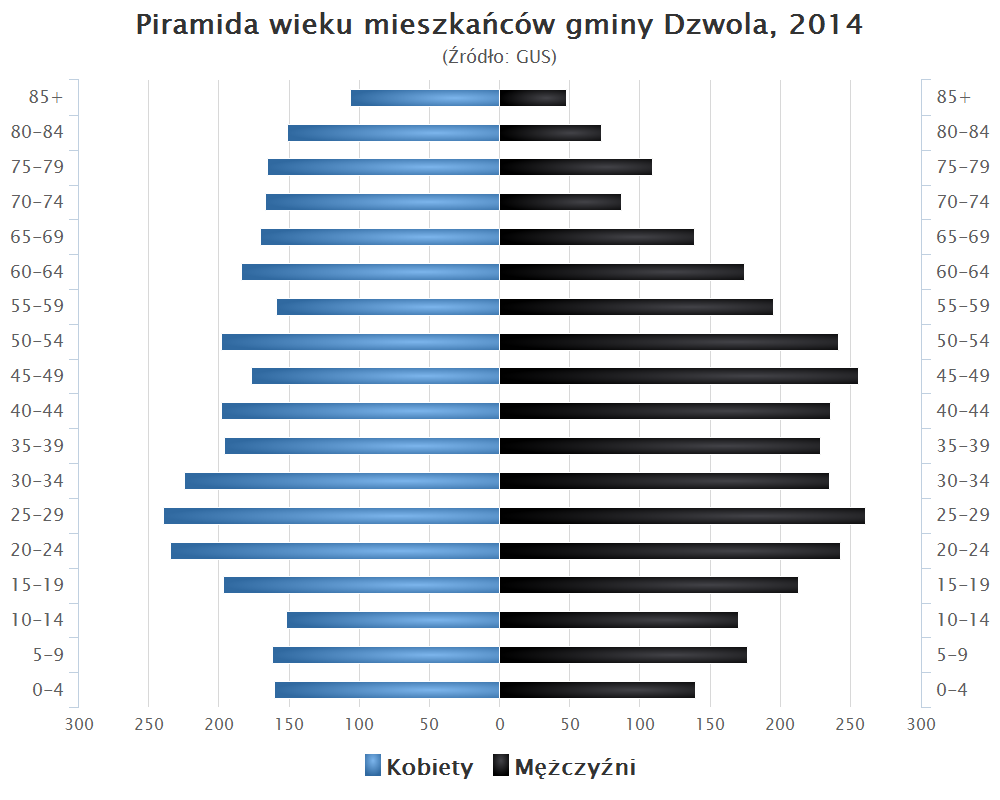
Piramida wieku mieszkańców gminy Dzwola w 2014 roku

Liczba ludności (dane z 31 grudnia 2020):
|        | Ogółem | Ogółem | Kobiety | Kobiety | Mężczyźni | Mężczyźni |
| osób   | %      | osób   | %       | osób    | %         |           |
| ------ | ------ | ------ | ------- | ------- | --------- | --------- |
| Ogółem | 6161   | 100    | 3061    | 49,68   | 3100      | 50,32     |
| Miasto | 0      | 0      | 0       | 0       | 0         | 0         |
| Wieś   | 6161   | 100    | 3061    | 49,68   | 3100      | 50,32     |

▶Wieś vs ▶miasto
Ogółem (▶k, ▶m)
Wieś (▶k, ▶m)

## Oświata
W gminie działa 5 szkół podstawowych, z których 4 połączone są gimnazjami, a szkoła w Dzwoli dodatkowo z przedszkolem. Budynki wszystkich szkół wybudowano w latach dziewięćdziesiątych.
Wykaz placówek oświatowych na terenie gminy:
| - Zespół Szkół w Dzwoli - Publiczna Szkoła Podstawowa w Dzwoli - Publiczne Gimnazjum w Dzwoli - Publiczne Przedszkole w Dzwoli | - Publiczna Szkoła Podstawowa w Branwi - Zespół Szkół w Kocudzy - Publiczna Szkoła Podstawowa w Kocudzy - Publiczne Gimnazjum w Kocudzy | - Zespół Szkół w Krzemieniu - Publiczna Szkoła Podstawowa w Krzemieniu - Publiczne Gimnazjum w Krzemieniu - Publiczna Szkoła Podstawowa w Zdzisławicach |

## Sołectwa
Branew Ordynacka, Branew Szlachecka, Branewka, Branewka-Kolonia, Dzwola, Flisy, Kapronie, Kocudza Pierwsza, Kocudza Druga, Kocudza Trzecia, Kocudza Górna, Konstantów, Krzemień Pierwszy, Krzemień Drugi, Władysławów, Zdzisławice, Zofianka Dolna.

## Sąsiednie gminy
Biłgoraj, Chrzanów, Frampol, Godziszów, Goraj, Janów Lubelski